# Quartet (1981)
Quartet is een Brits-Franse dramafilm uit 1981 onder regie van James Ivory. Het scenario is gebaseerd op de roman Postures (1928) van de Brits-Caribische auteur Jean Rhys.

## Verhaal
De schone Marya Zelli is de vrouw van een Pools kunsthandelaar in Parijs. Als haar man in de gevangenis terechtkomt, blijft zij blut achter. De Britse kunsthandelaar H.J. Heidler neemt haar onder zijn hoede. Hij krijgt al vlug een verhouding met Marya, terwijl zijn vrouw Lois met lede ogen toekijkt.

## Rolverdeling
| Acteur            | Personage          |
| ----------------- | ------------------ |
| Alan Bates        | H.J. Heidler       |
| Maggie Smith      | Lois Heidler       |
| Isabelle Adjani   | Marya Zelli        |
| Anthony Higgins   | Stephan Zelli      |
| Pierre Clémenti   | Théo               |
| Suzanne Flon      | Mevrouw Hautchamp  |
| Daniel Mesguich   | Pierre Schlamovitz |
| Sheila Gish       | Anna               |
| Armelia McQueen   | Nachtclubzangeres  |
| Wiley Wood        | Cairn              |
| Virginie Thévenet | Juffrouw Chardin   |
| Daniel Chatto     | Guy                |
| Bernice Stegers   | Juffrouw Nicholson |
| Paulita Sedgwick  | Esther             |
| Sébastien Floche  | Edouard Hautchamp  |